# Complesso silenziatore indotto da RNA (RISC)
L'RNA-induced silencing complex (complesso silenziatore indotto da RNA, abbreviato come RISC) è un complesso composto da siRNA e proteine coinvolto in processi cellulari come la RNA interference. RISC è in grado di degradare molecole di RNA a doppio filamento di origine virale. RISC è inoltre in grado di legare alla regione proteica un filamento di RNA (detto guida) e di ricercare all'interno della cellula un filamento complementare. Una volta individuato, il complesso attiva la sua componente RNAsica e degrada la molecola complementare. Tale attività è di fondamentale importanza sia nella regolazione genica mediata dai microRNA, sia nella difesa dalle infezioni virali, che spesso si servono proprio di RNA a doppio filamento come vettori umani.

## Composizione e meccanismo d'azione
Il centro catalitico della RISC è senza dubbio la proteina argonaute, che ha funzione di RNAsi. Acquisizioni recenti confermano che di RISC faccia parte la proteina dicer, coinvolta nella generazione delle brevi molecole di RNA (siRNA) che si associano al complesso (a partire da pre-miRNA e da RNAds) e la double-stranded RNA binding protein (o TRBP), una RNA-binding protein coinvolta nel legame vero e proprio con queste molecole di acido ribonucleico.
Il singolo siRNA, in particolare, è in grado di attivare RISC, attivandone anche il meccanismo di ricerca di molecole complementari da degradare. Al complesso RISC, infatti, si associa il filamento guida del siRNA. Il filamento non integrato, viene degradato come fosse un substrato del complesso. 
Tutte le molecole di mRNA complementari al filamento guida, infatti, diventano substrato del RISC. Argonaute è la proteina cataliticamente attiva del complesso: essa è infatti responsabile della degradazione degli RNA bersaglio. Non è ancora ben chiaro il meccanismo attraverso il quale RISC sia in grado di associarsi agli mRNA presenti nella cellula. Si è dimostrato in ogni caso che tale screening non è strettamente associato alla traduzione in proteina della molecola di mRNA.
RISC presenta un ruolo centrale anche nel riciclo delle molecole di RNA, che vengono riconvertite in singoli nucleotidi anche attraverso il complesso.